# 루도비크 오르반

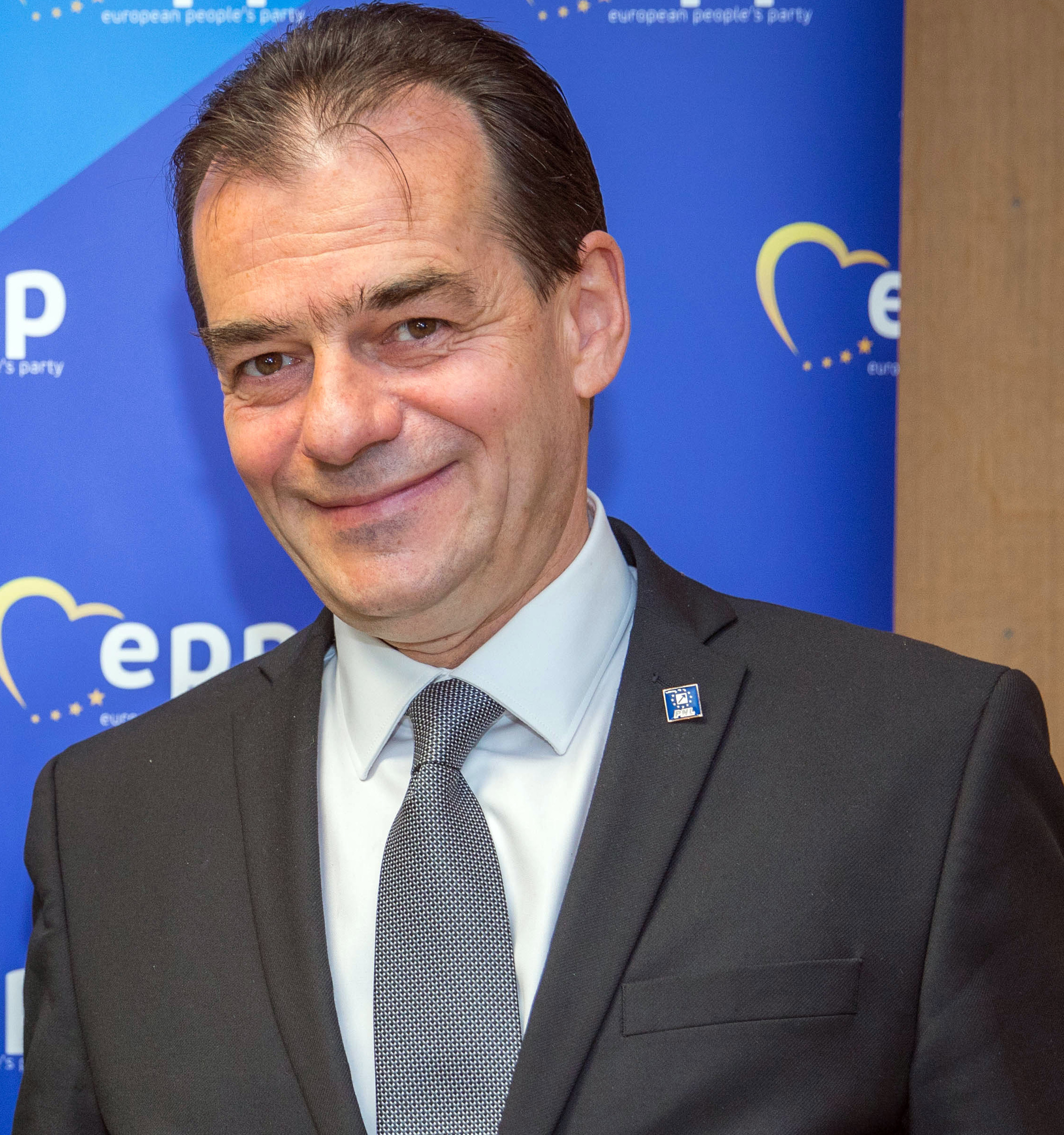
루도비크 오르반

루도비크 오르반(루마니아어: Ludovic Orban, 1963년 5월 25일~ )은 루마니아의 기술공학자 및 정치인이다. 국민자유당의 전 대표이며, 2007년 4월부터 2008년 12월까지 칼린 포페스쿠타리세아누 내각의 교통부 장관을 지냈으며, 2008년부터 2016년까지 부카레스트 선거구의 국회의원이었다가 2019년 11월 14일에 루마니아의 총리으로 독일계 출신인 대통령인 클라우스 이오하니스에게 임명이 되었다. 2020년 12월 7일 퇴임하였다.

## 가족 관계
부인 미하엘라와 사이에서 아들 하나를 두고 있으며, 형은 유럽 연합 다국어 집행위원장인 레오나르드 오르반이다.

## 역대 선거 결과
| 선거명      | 직책명          | 대수 | 정당       | 1차 득표율 | 1차 득표수 | 2차 득표율 | 2차 득표수 | 결과 | 당락 |
| ----------- | --------------- | ---- | ---------- | ---------- | ---------- | ---------- | ---------- | ---- | ---- |
| 2008년 선거 | 부쿠레슈티 시장 | 83대 | 국민자유당 | 11.85%     | 64,636표   |            |            | 4위  | 낙선 |